# Tipula capreola
Tipula capreola är en tvåvingeart som beskrevs av Mannheims 1966. Tipula capreola ingår i släktet Tipula och familjen storharkrankar. Inga underarter finns listade i Catalogue of Life.